# Henicodium geniculatum
Henicodium geniculatum là một loài Rêu trong họ Pterobryaceae. Loài này được (Mitt.) W.R. Buck miêu tả khoa học đầu tiên năm 1989.